# Meteor S.C.
El club Meteor S.C. o Meteor Sport Club fue un club de fútbol que participó en la Primera División Peruana desde 1989 hasta su descenso en 1990. Luego se mantuvo en la Segunda Profesional hasta el año 1998. 

## Historia
Meteor S.C. o Meteor Sport Club se funda el 19 de febrero de 1989. Cuando La empresa Textil Meteor compra del club Juventud La Joya. Desde entonces sufrió una serie de transformaciones: inicialmente, el equipo usó el estadio Rómulo Shaw Cisneros del Distrito de Chancay. Luego, intercaló de localía, al Estadio Nacional del Cercado de Lima. Finalmente, el club cambió su sede de manera permanente, a la capital y pasó a ser un equipo de fútbol de Lima Metropolitana.
Luego, utilizó el mismo uniforme tradicional del Juventud La Joya para la temporada de 1989, pero luego adoptó diferentes diseños propios. Entre ellos, de un diseño peculiar, una camiseta blanca con una franja azul gruesa y su alterna, una camiseta azul con una franja blanca gruesa. En 1990, en ese periodo se le brindó el apelativo de Sport Meteor. 
Meteor Sport Club participó en la primera profesional de 1989. En ese torneo fue configurado en Campeonatos Regionales (Regional Metropolitano I y II). Además del Torneo Plácido Galindo, jugado entre los Campeonatos Regionales del mismo año. En el Torneo Plácido Galindo, Meteor S.C. logra empatar frente al Alianza Lima por 2 - 2 y luego lo vence en penales por 6 - 5, por única vez. Para el siguiente año, Meteor Sport Club pierde la categoría al terminar última posición, de ambos campeonatos regionales. 
En la segunda profesional de 1991, se fusiona con Lawn Tennis formando al Meteor-Lawn Tennis. Por lo tanto el club utilizó la misma indumentaria del Lawn Tennis. La unión se mantuvo hasta la temporada 1994. Año que logró la quinta posición del torneo. Para el siguiente periodo Meteor S.C., se independiza del Lawn Tennis y participa en forma individual. Para la temporada 1995, desempeña una campaña regular. Logra salvar permanencia en la división para los años 1996 y 1997.
La última participación del Meteor Sport Club, fue en el año de 1998. En esa temporada, se une con el Deportivo Junín de Huancayo (adoptando su uniforme). Esta unión se le conocía como Meteor-Junín. El equipo continuó jugando de local en la capital. La campaña no fue mala, ya que logró el cuarta posición de la liga. Finalmente no se presentó más y desapareció.
La relevancia del club, al balompié peruano, es que un trampolín para varios jugadores, para ser captados por otros clubes con mayor trayectoria. Tenemos el caso de Ricardo Besada, que posteriormente fichó por Universitario. Además, tenemos el caso 
Carlos Laura que luego fue fichado por otros clubes como: Alianza Atlético, Inti Gas, Sport Áncash entre otros. Otro caso es de Chistian Del Mar, quien fue arquero titular del Alianza Lima.

## D.T.
Meteor Sport Club
- Percy Barriga (1989)
- Hugo Valdivia (1989)
- Roberto Di Plácido (1990)
- Percy Rojas (1990)
- José Chiarella (1990)
- David Zuloaga (1991)

Meteor-Lawn Tennis
- Luis Zacarías (1992)
- Diosdado Palma
- Alejandro ‘Agujita’ Bassa
- Pedro ‘Viroco’ Meza
- Demetrio ‘Chimanguito’ Mazzo
- José Cañamero

## Jugadores
| - Héctor Urrunaga - Juan Carrillo Barbadillo - Wilberto Rey Muñoz - Diosdado Palma - Pedro Meza - Alberto Castillo - Jean Pierre Casis - César Cáceres - Tito Quiñones - Alejandro Bassa - Juan Carlos Ruiz | - Carlos Laura - Jaime Drago - Renzo Massa - José Cañamero - Chistian Del Mar - Jorge Gómez - Elías Rivera - Ricardo Besada - Juan Carrillo - Gustavo Piñero |

## Datos del club
- Temporadas en Primera División: 2 (1989 y 1990).
- Temporada en el Torneo Plácido Galindo: 1 (1989).
- Temporadas en Segunda División: 8 (1991-1998).

- Mejores Méritos:
  - En campeonatos nacionales de visita: Meteor Sport Club 2(6):2(5) Alianza Lima (21 de mayo de 1989).
  - En campeonatos nacionales de visita: Meteor Sport Club 0:1 Alianza Lima (25 de julio de 1990).
  - En campeonatos nacionales de local: Meteor Sport Club 0:1 Alianza Lima (10 de junio de 1989).

- Mayor goleada conseguida:

- Mayor goleada recibida:
  - En campeonatos nacionales de visita: Meteor Sport Club 0:3 Alianza Lima (8 de abril de 1989).
  - En campeonatos nacionales de local: Meteor Sport Club 1:3 Universitario (15 de octubre de 1989).
  - En campeonatos nacionales de visita: Meteor Sport Club 0:2 Alianza Lima (28 de octubre de 1990).
  - En campeonatos nacionales de local: Meteor Sport Club 0:2 Alianza Lima (23 de diciembre de 1990).

## Uniforme
- Uniforme Titular: Camiseta azul, pantalón azul, medias azules.
- Uniforme Visitante: Camiseta blanca, pantalón azul, medias blancas.
- Tercer Uniforme: Camiseta blanca, pantalón blanco, medias blancas.

El uniforme del Meteor Sport Club fue variando en el tiempo.  

#### Meteor Sport Club 1989-1990

##### Titular
| Titular 1 | Titular 2 | Titular 3 | Titular 4 | Titular 5 |  |

##### Alterno
| Alterno 1 | Alterno 2 | Alterno 3 | Alterno 4 | Alterno 5 |

#### Meteor-Lawn Tennis 1991-1994
| Titular 1 | Titular 2 | Titular 3 |  |

#### Meteor Sport Club 1995-1997
| Titular 1 | Titular 2 | Titular 3 | Titular 4 | Alterno 1 | Alterno 2 | Alterno 3 |  |

#### Meteor-Junín 1998
| Titular |

## Peculiaridad
Cuando Meteor S.C. estuvo en la profesional, el diseño de sus camisetas que utilizó, eran similares a las camisetas del club italiano Udinese Calcio de los periodos 1984-1985. La única diferencia es el color azul que reemplaza al negro del Udinese.

## Palmarés

### Torneos Nacionales
- Quinta Posición Segunda División del Perú : 1994
- Cuarta Posición Segunda División del Perú: 1998

## Rivalidades
Durante su estadía en la profesional, Meteor S.C. enfrentó clubes importantes de la época tales como:Universitario, Alianza Lima, Sporting Cristal, Deportivo Municipal, Sport Boys, Defensor Lima y Deportivo San Agustín. 
Luego en la segunda división, el club enfrentó a los clubes: Unión Huaral, Deportivo Yurimaguas, Guardia Republicana, Alcides Vigo, América Cochahuayco, Bella Esperanza, Deportivo Zúñiga, Sport Agustino, etc., en su lucha por volver a la primera división.

## Relacionado
- Juventud La Joya